# HBR Motorsport
HBR Motorsport – austriacki zespół wyścigowy, założony w 2003 roku przez Franza Bindera. W historii startów zespół pojawiał się w stawce Formuły 3 Euro Series oraz Brytyjskiej Formuły 3. Ekipa zakończyła działalność w 2009 roku. Siedziba zespołu znajdowała się w tyrolskiej miejscowości Kufstein.

## Starty

### Formuła 3 Euro Series
| Rok  | Bolid                 | Kierowcy           | Wygrane | PP | NO | Pkt | M.K. | M.Z. |
| ---- | --------------------- | ------------------ | ------- | -- | -- | --- | ---- | ---- |
| 2003 | Dallara F302-Opel     | Richard Lietz      | 0       | 0  | 0  | 7   | 18   |      |
| 2003 | Dallara F302-Opel     | Claudio Torre      | 0       | 0  | 0  | 0   | 35   |      |
| 2004 | Dallara F304-Opel     | Daniel la Rosa     | 0       | 0  | 0  | 15  | 14   |      |
| 2004 | Dallara F303-Opel     | Hannes Neuhauser   | 0       | 0  | 0  | 0   | 23   |      |
| 2005 | Dallara F305-Opel     | Alejandro Núñez    | 0       | 0  | 0  | 1   | 21   | 8    |
| 2005 | Dallara F305-Opel     | Maximilian Götz    | 0       | 0  | 0  | 13  | 14   | 8    |
| 2005 | Dallara F305-Opel     | Danny Watts        | 0       | 0  | 0  | 0   | NS†  | 8    |
| 2005 | Dallara F305-Opel     | Hannes Neuhauser   | 0       | 0  | 0  | 9   | 18   | 8    |
| 2006 | Dallara F305-Mercedes | Richard Antinucci  | 2       | 0  | 0  | 38  | 5    | 5    |
| 2006 | Dallara F304-Opel     | Cemil Çipa         | 2‡      | 2‡ | 5‡ | 65‡ | 3‡   | 5    |
| 2007 | Dallara F305-Mercedes | Siergiej Afanasjew | 0       | 0  | 0  | 0   | 21   | 8    |
| 2007 | Dallara F306-Mercedes | Filip Salaquarda   | 0       | 0  | 0  | 3   | 17   | 8    |
| 2007 | Dallara F306-Mercedes | Basil Szaban       | 0       | 0  | 0  | 0   | 22   | 8    |
| 2008 | Dallara F308-Mercedes | Daniel Campos-Hull | 0       | 0  | 0  | 0   | 25   | 10   |
| 2008 | Dallara F308-Mercedes | Basil Szaban       | 0       | 0  | 0  | 0   | 30   | 10   |
| 2009 | Dallara F308-Mercedes | Kevin Mirocha      | 0       | 0  | 0  | 0   | 29   | 10   |
| 2009 | Dallara F308-Mercedes | Johnny Cecotto Jr. | 0       | 0  | 0  | 0   | 26   | 10   |
| 2009 | Dallara F308-Mercedes | Tom Dillmann       | 0       | 0  | 0  | 0   | 30   | 10   |

† – Zawodnik/Zespół nie był liczony do klasyfikacji.
‡ - Wyniki w Trofeum.